# Diana Martín
Diana Martín, née le 1er avril 1981 à Madrid, est une athlète espagnole, spécialiste du demi-fond et plus particulièrement du 3 000 m steeple.
Elle participe aux Jeux olympiques 2012 à Londres en y réalisant jusque-là son meilleur temps en 9 min 35 s 77 (21e). En 2014, aux championnats d'Europe d'athlétisme, elle obtient la médaille de bronze avec un temps de 9 min 30 s 70.